# Plac Bartosza Głowackiego w Tarnobrzegu
Plac Bartosza Głowackiego w Tarnobrzegu – centralny plac miasta znajdujący się na Starym Mieście. Jego centralnym punktem jest pomnik imiennika.
Plac był świadkiem najważniejszych dla miasta wydarzeń. To tu rozgrywały się główne wydarzenia 1918 r., nazywane Republiką Tarnobrzeską.
Do placu przylega kościół i klasztor dominikanów. Z okazji zakończenia modernizacji tarnobrzeskich wodociągów w 2009 r. postawiono fontannę.
W latach 90. XX wieku przeprowadzono gruntowną rewitalizację placu, wykładając go czerwoną kostką betonową. Od tego czasu mieszkańcy miasta nazywają go potocznie Placem Czerwonym.

## Zabytki
Spośród kamieniczek położonych przy placu do rejestru zabytków wpisane są:
- dom, pl. Głowackiego 41, z XIX/XX w. (nr rej.: A-817 z 31.03.1992)
- dom „Bratniak”, pl. Głowackiego 50, XIX/XX w. (nr rej.: A-791 z 10.11.1987)
- budynek d. „Baru Tarnobrzeskiego” (kamienica), pl. Głowackiego 53, 1. ćw. XX w. (nr rej.: A-789 z 10.11.1987). Z uwagi na postępujący stan dewastacji budynku wystąpiono o zdjęcia statusu zabytku, według danych z 29.04.2023 wniosek ten nie został jeszcze rozpatrzony.[3]